# Scorpiurus muricatus
Scorpiurus muricatus é uma espécie terófta de planta com flor pertencente à família Fabaceae. Ocorre em terrenos incultos, florescendo de Abril a Julho.
A autoridade científica da espécie é L., tendo sido publicada em Species Plantarum 2: 745. 1753.
Os seus nomes comuns são cabreira, cornilhão, cornilhão-fino, cornilhão-liso ou cornilhão-pequeno.

## Descrição
Histórica
A seguir apresenta-se a descrição dada por António Xavier Pereira Coutinho na sua obra Flora de Portugal (Plantas Vasculares): Disposta em Chaves Dicotómicas (1.ª ed. Lisboa: Aillaud, 1913):
Vagem com verrugas cónicas subobtusas nas costas externas (as restantes lisas), irregularmente enrolada, glabra ou aveludada ; cálice com os segmentos submenores que o tubo. Abril a Julho. Searas, campos, pousios: Estremadura, Alentejo, Algarve.

## Distribuição
Ocorre na parte Oeste da região mediterrânica e na na região da Macaronésia, ocorrendo de forma subespontânea na parte Sul da França.
Segundo a Flora Europaea, ocorre na Albânia, Ilhas Baleares, Bulgária, Córsega, Creta, França, Grécia, Espanha, Itália, Jugoslávia, Portugal, Rússia (Crimeia), Sardenha, Sicília e Turquia.

## Portugal
Trata-se de uma espécie presente no território português, nomeadamente em Portugal Continental.
Em termos de naturalidade é nativa da região atrás indicada.
Em Portugal Continental, e segundo a Flora Iberica, ocorre no Alto Alentejo, Algarve, Beira Alta, Beira Baixa, Beira Litoral, Douro Litoral, Estremadura e Ribatejo.

## Protecção
Não se encontra protegida por legislação portuguesa ou da Comunidade Europeia.

## Sinónimos
Segundo a Flora Digital de Portugal, tem os seguintes sinónimos:
- Scorpiurus echinatus Lam. nom. illegit.
- Scorpiurus subvillosus auct. lusit.

Segundo a base de dados The Plant List, possui ainda os seguintes sinónimos:
- Scorpiurus laevigatus Sm.
- Scorpiurus muricatus subsp. laevigatus (Sm.) Thell.
- Scorpiurus muricatus var. subvillosus (L.) Fiori
- Scorpiurus muricatus subsp. subvillosus (L.) Thell.
- Scorpiurus muricatus subsp. sulcatus (L.) Thell.
- Scorpiurus oliverii P.Palau
- Scorpiurus subvillosus subsp. sulcatus (L.) Hayek
- Scorpiurus sulcatus L.

## Galeria

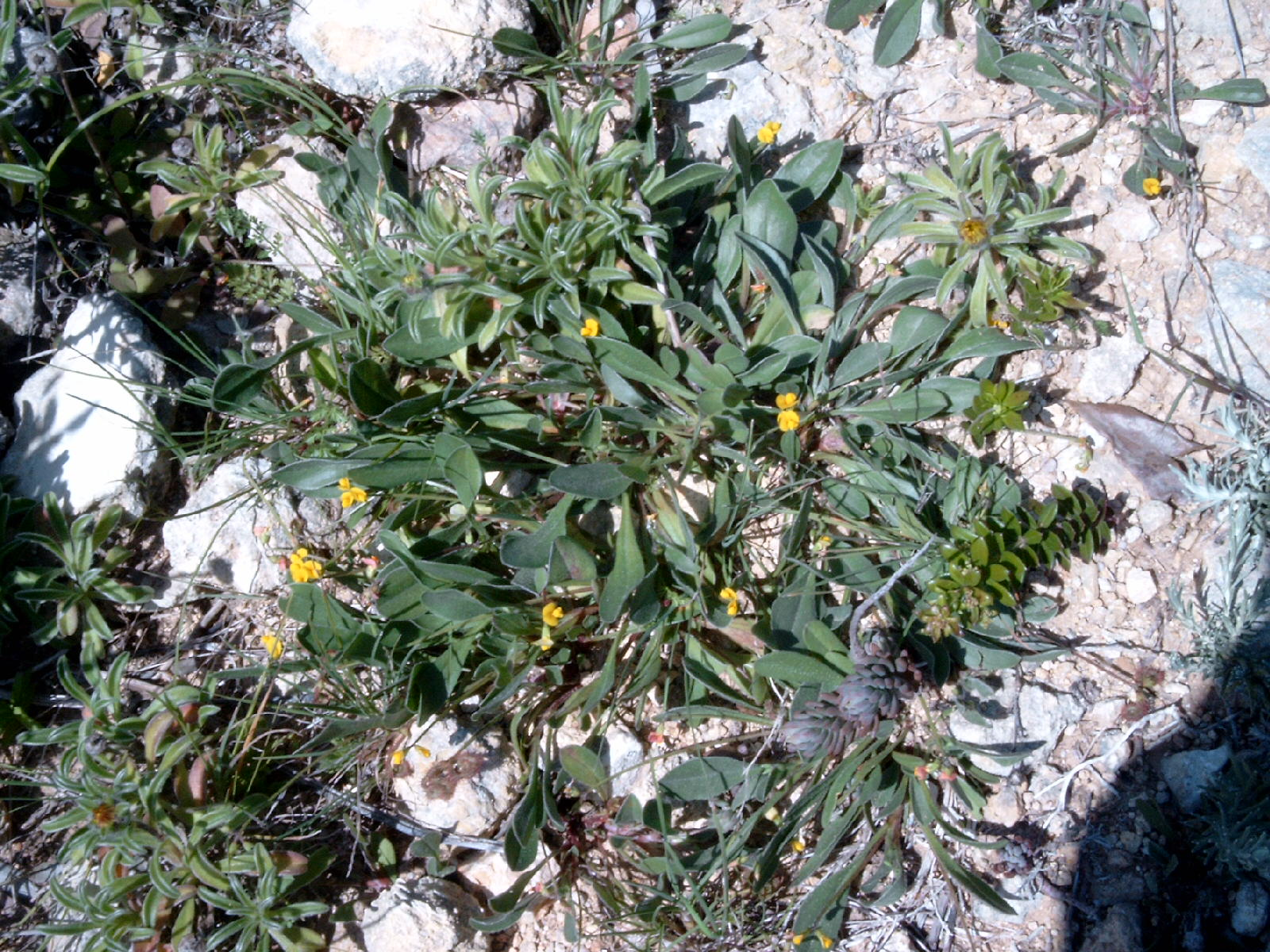
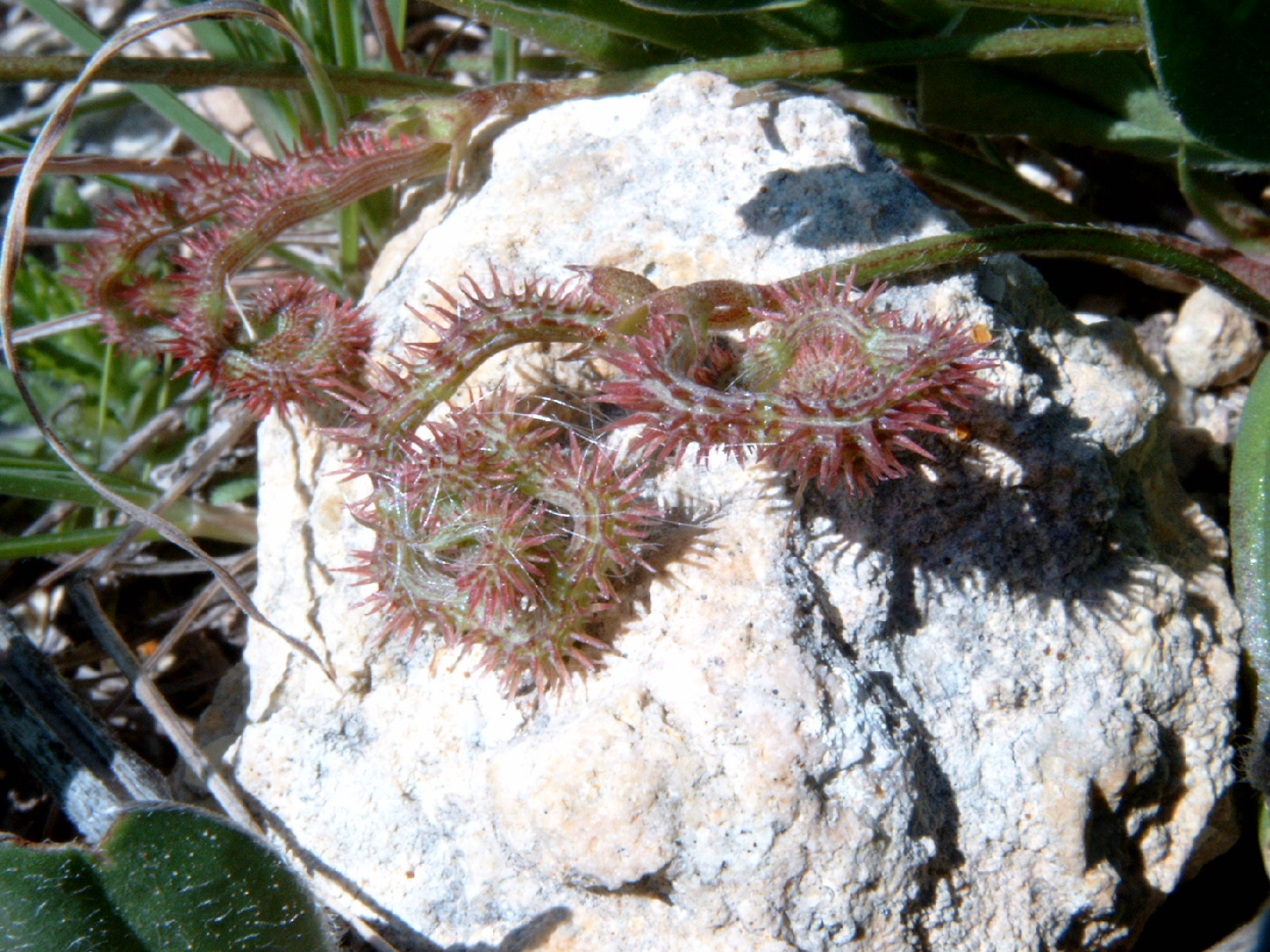
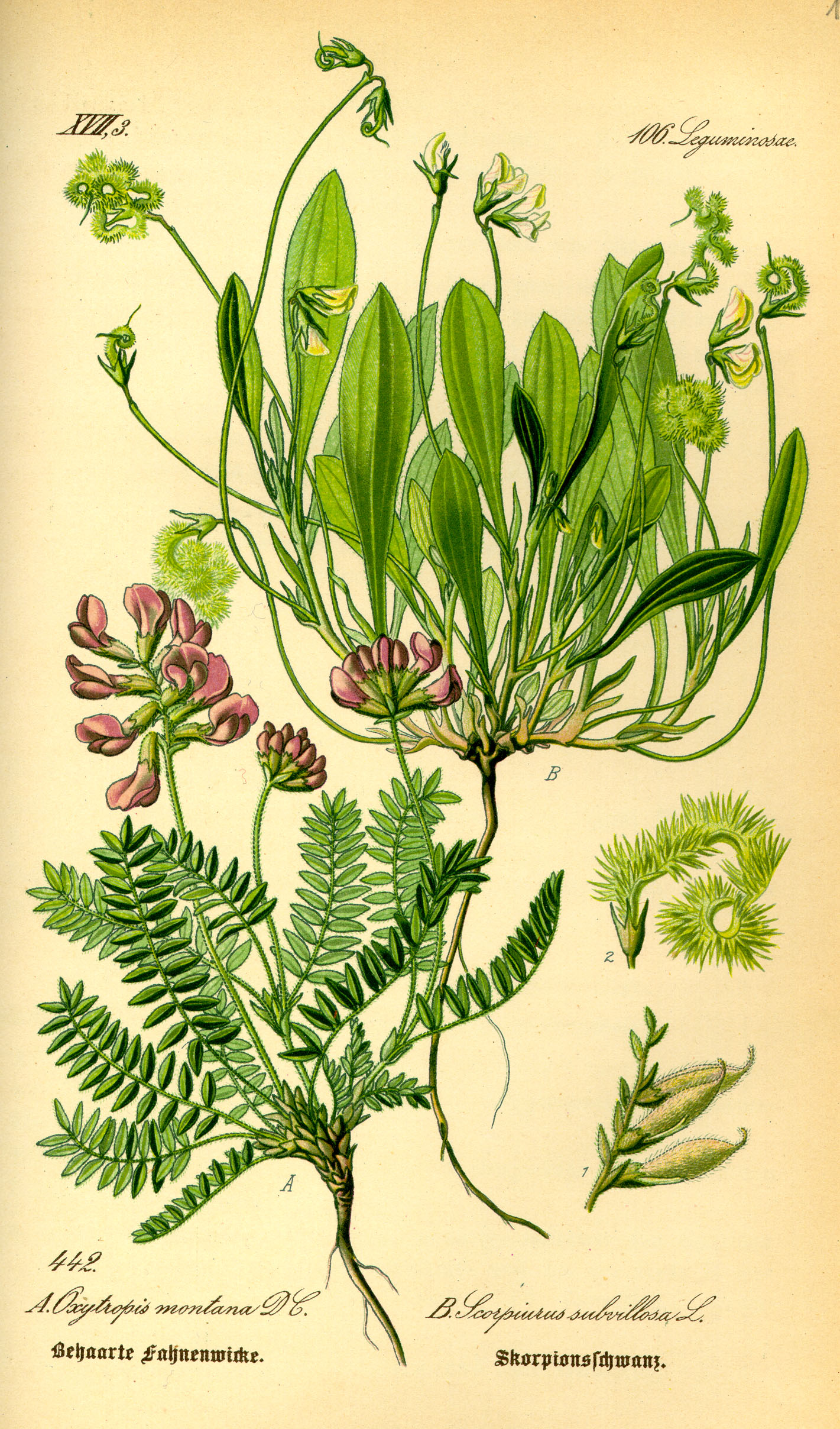
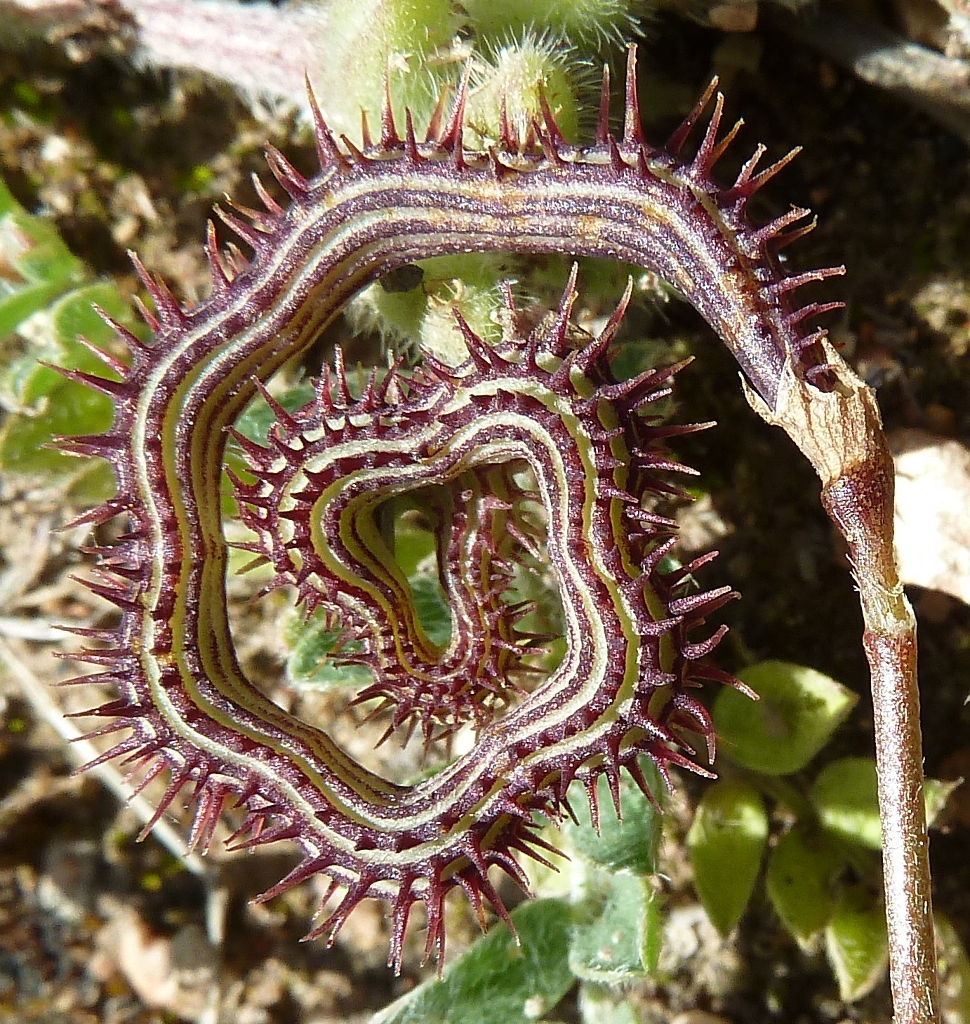
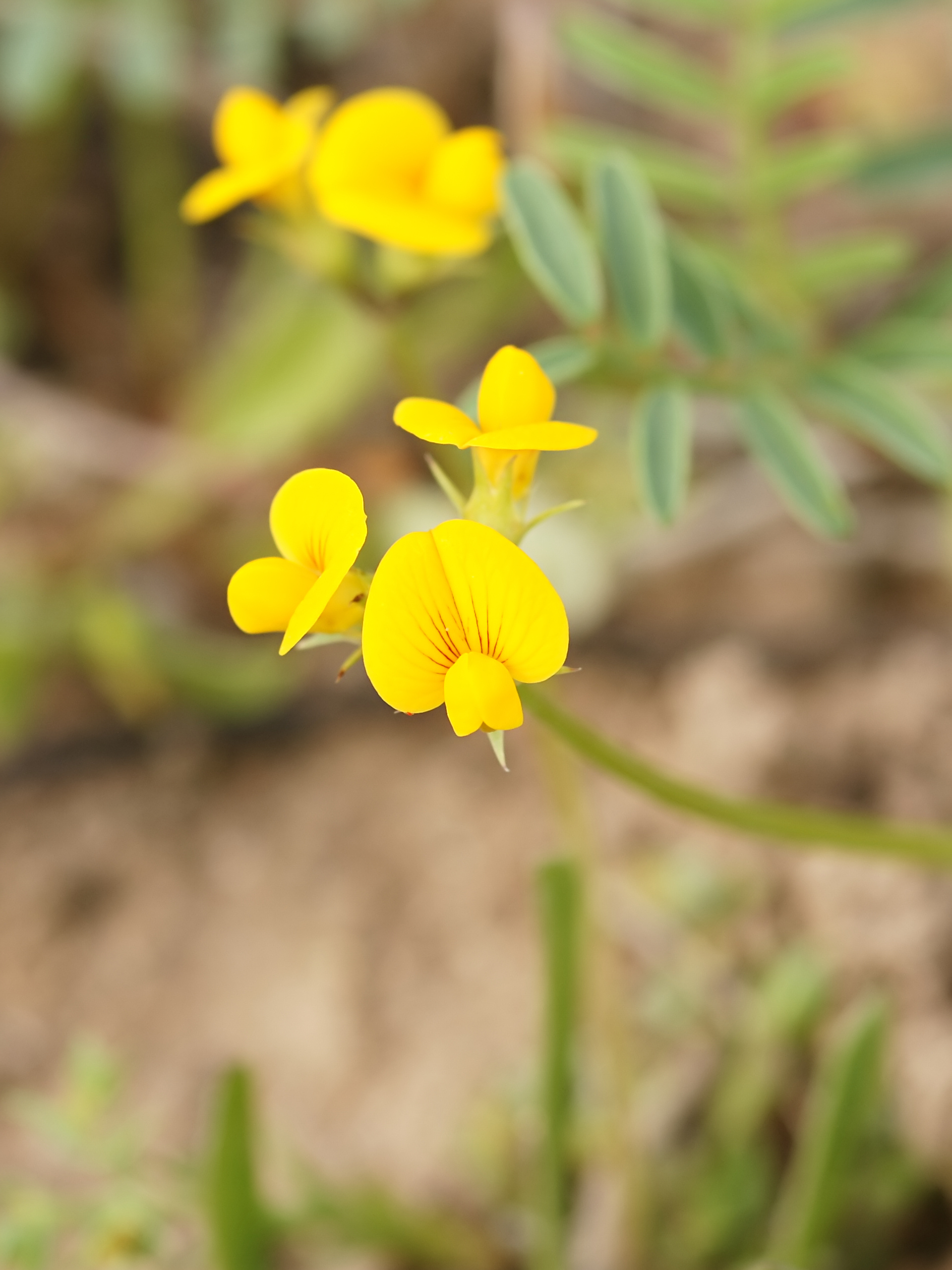
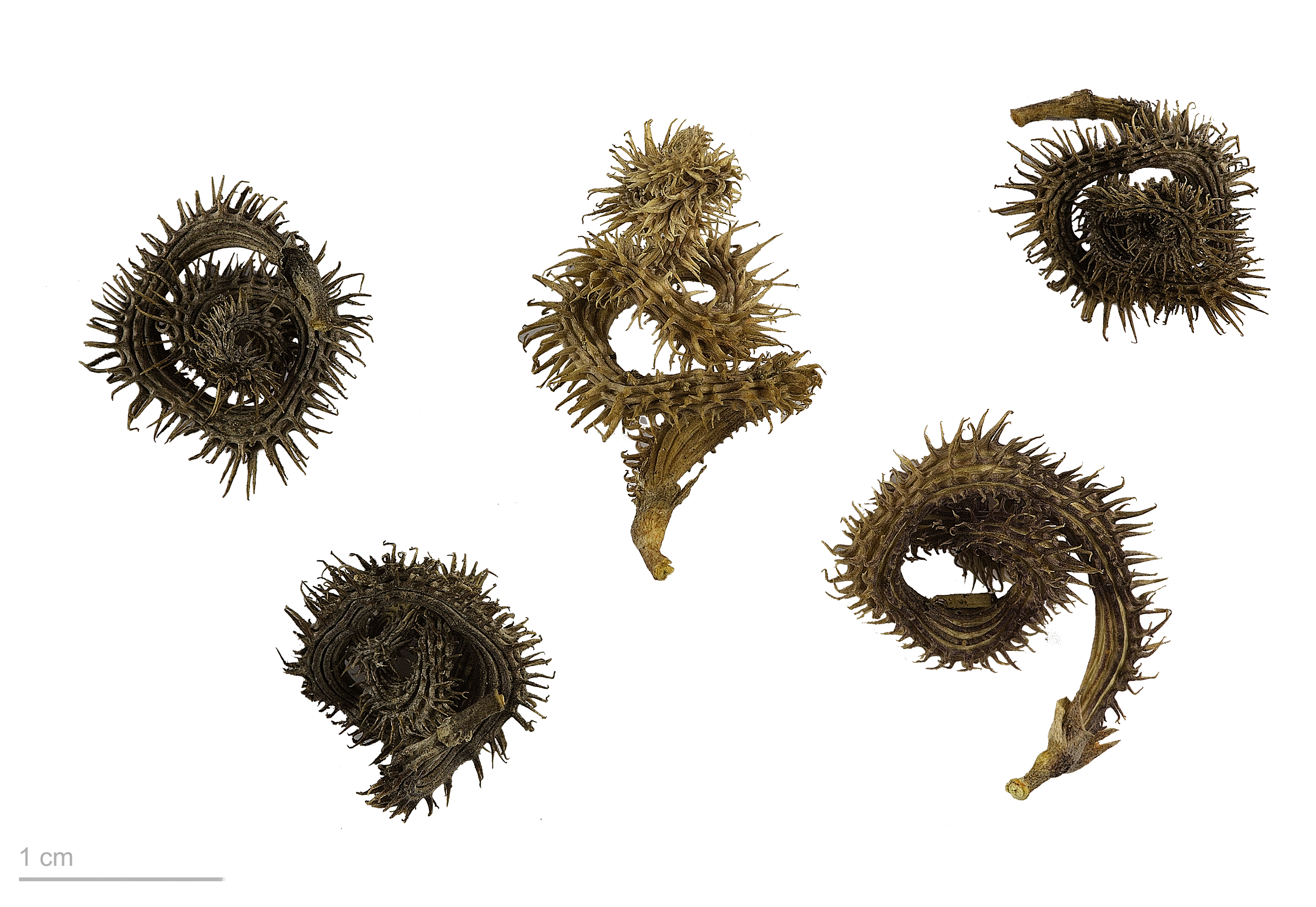
Scorpiurus muricatus - MHNT

## Bbliografia
- Scorpiurus muricatus[ligação inativa] - Checklist da Flora de Portugal (Continental, Açores e Madeira) - Sociedade Lusitana de Fitossociologia